# Megalophanes perpallida
Megalophanes perpallida är en fjärilsart som beskrevs av Heckel 1901. Megalophanes perpallida ingår i släktet Megalophanes och familjen säckspinnare. Inga underarter finns listade i Catalogue of Life.